# Rue Delaitre
La rue Delaitre est une voie du 20e arrondissement de Paris, en France.

## Situation et accès
La rue Delaitre est une voie publique située dans le 20e arrondissement de Paris. Elle débute au 47, rue des Panoyaux et se termine au 42, rue de Ménilmontant.

## Origine du nom

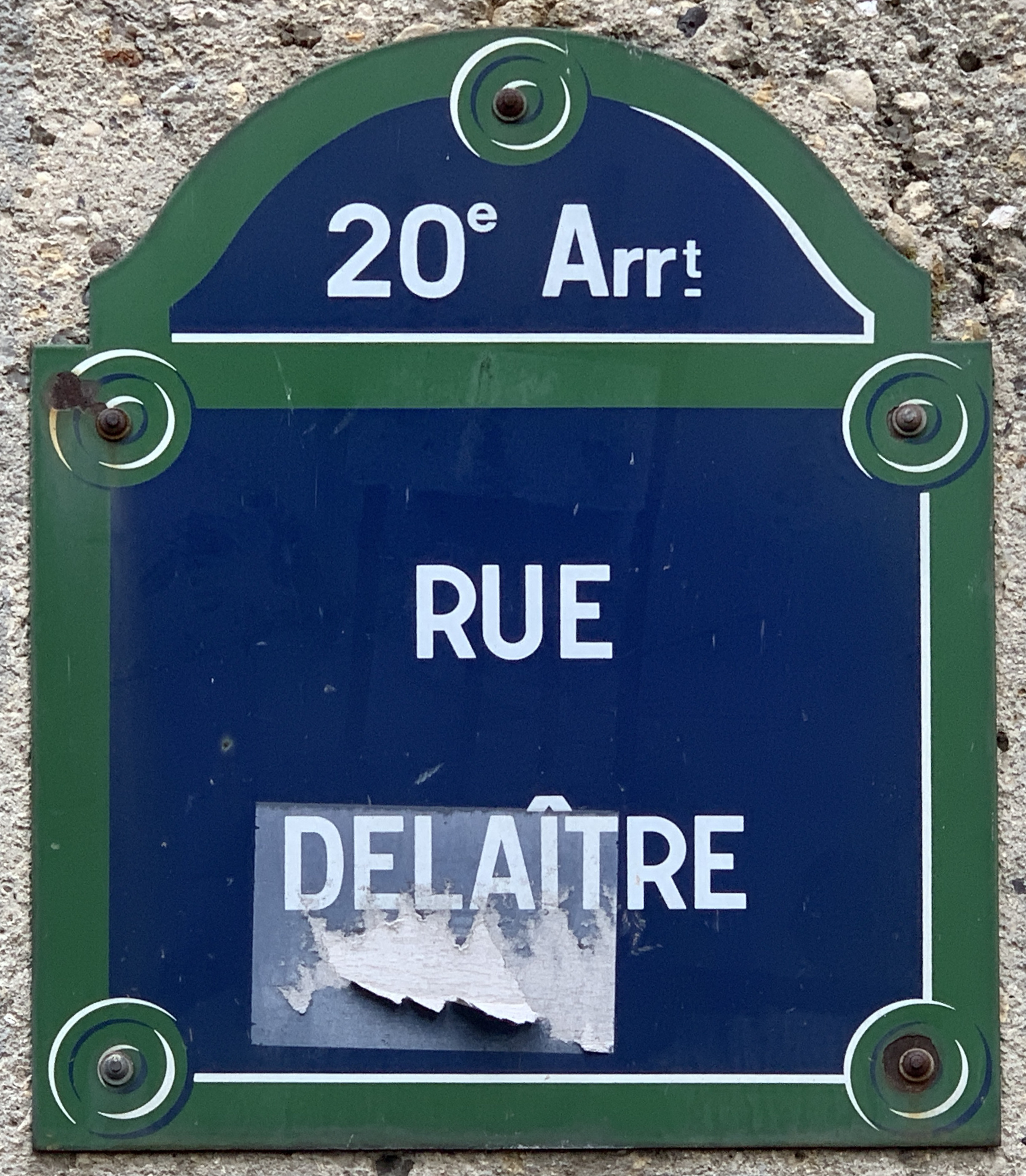
Plaque de la rue.

Cette voie est baptisée d'après le nom du propriétaire des terrains sur lesquels elle fut ouverte.

## Historique
Cette voie de l'ancienne commune de Belleville, qui porte sa dénomination actuelle depuis 1825, a été classée dans la voirie parisienne par un décret du 23 mai 1863.

## Bâtiments remarquables et lieux de mémoire
- N° 12 / 14 - Locaux du dernier atelier des Guitares Jacobacci, de 1982 à 1994.
- No 20 : siège de la première coopérative ouvrière, "L’Économie ouvrière", fondée en 1869, plusieurs années avant La Bellevilloise. Elle est renommée L’Union ouvrière en 1872[1].